# طعوم
طعوم (به عربی: طعوم) یک روستا در سوریه است که در ناحیه بنش واقع شده‌است. طعوم ۳٬۰۵۴ نفر جمعیت دارد.